# Hesseneck
Hesseneck è una frazione della città tedesca di Oberzent, nel land dell'Assia.

## Storia
Il 1º gennaio 2018 il comune di Hesseneck venne fuso con la città di Beerfelden e i comuni di Rothenberg e Sensbachtal, formando la città di Oberzent.